# 岷县站
岷县站，位于中华人民共和国甘肃省定西市岷县秦许乡中堡村，是兰渝铁路上的火车站，于2016年12月26日启用，由兰州铁路局管辖。

## 車站周邊
- 迭藏河
- 白土坡村崖寺
- 岷县公安局交通警察大队
- 岷县寺沟镇白土坡小学
- 岷县第四中学

## 歷史
- 2016年12月26日正式启用。

## 外部連結
- 中国铁路客户服务中心 （页面存档备份，存于）